# Praça Carlos Simão Arnt
A Praça Carlos Simão Arnt, conhecida por Praça da Encol é uma das mais conhecidas praças da cidade de Porto Alegre. Bastante frequentada, fica localizada na avenida Nilópolis, zona leste da cidade, no bairro Bela Vista. Ficou conhecida depois que a extinta construtora Encol adotou a área, remodelando-a totalmente . A praça possuía inicialmente uma superfície de aproximadamente 24 mil metros quadrados, tendo esta área aumentada em dois mil metros quadrados após um processo de reintegração de posse com decisão favorável à prefeitura. Atulmente conta conta 26.670 metros quadrados. Possui três quadras poliesportivas, cancha de bocha coberta, playground, diversos bancos, bem como pista para caminhada e corrida.
É também utilizada para a realização de festas e concertos ao ar livre.

## Galeria

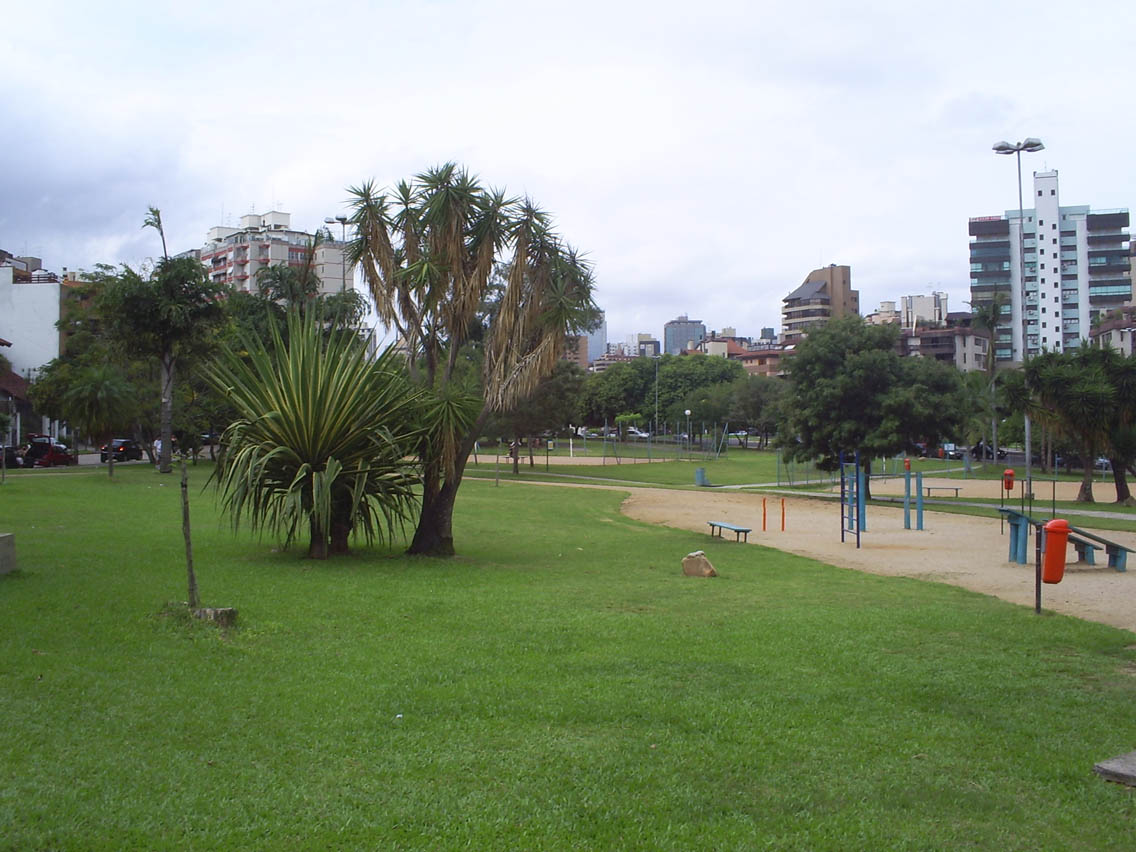
Aspecto da Praça da Encol.
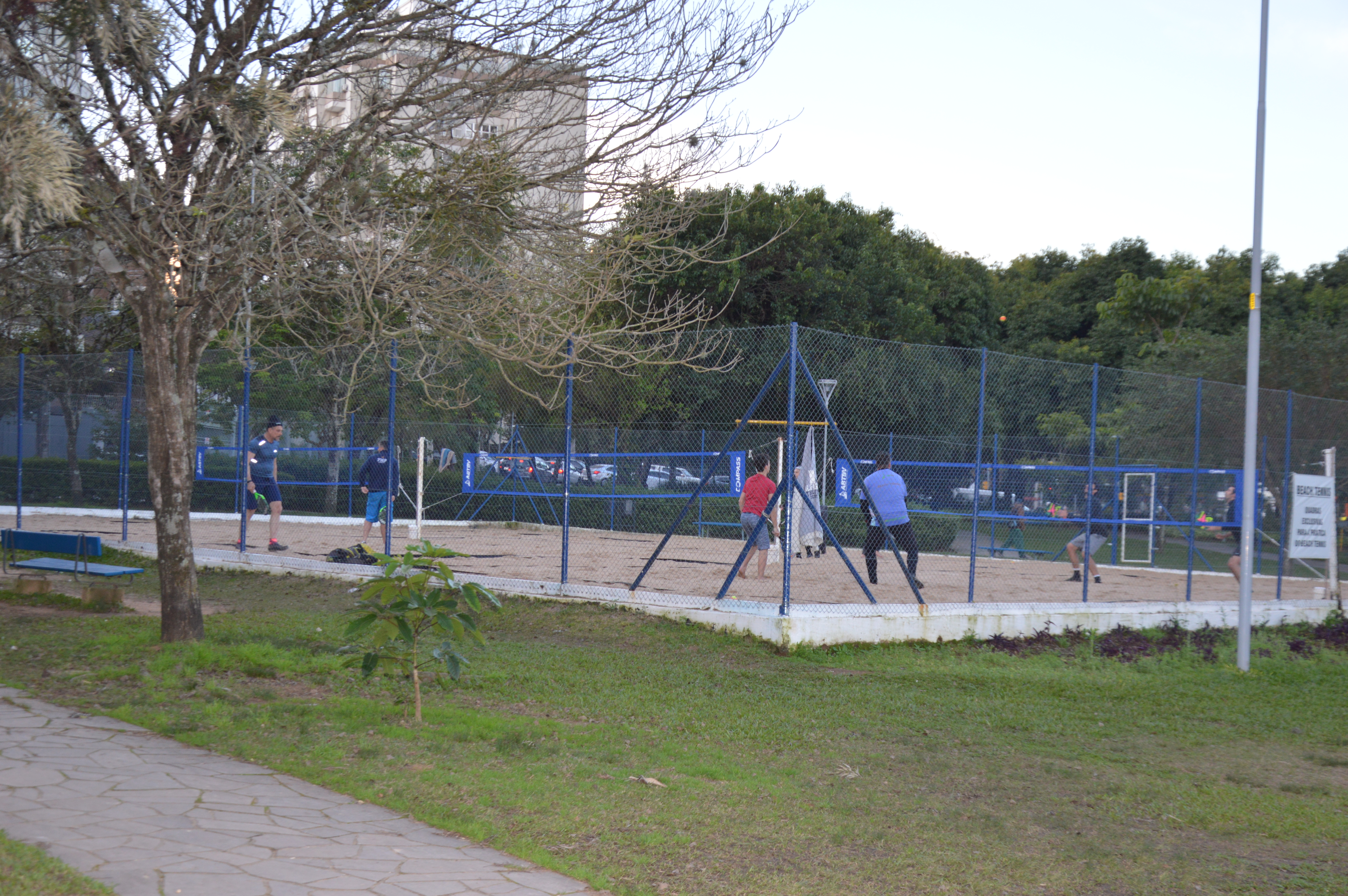
Quadra de esportes.
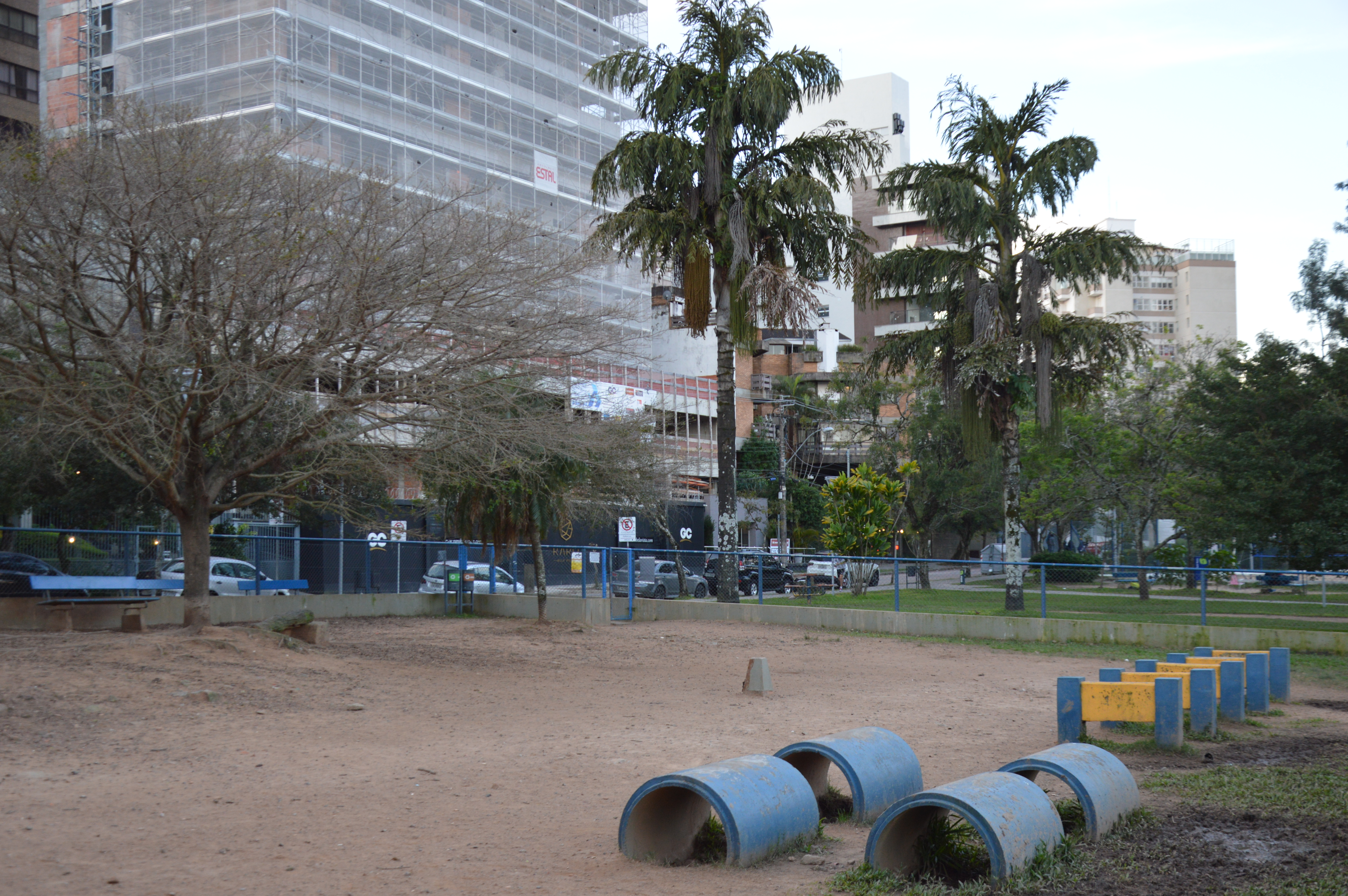
Espaço para cães.
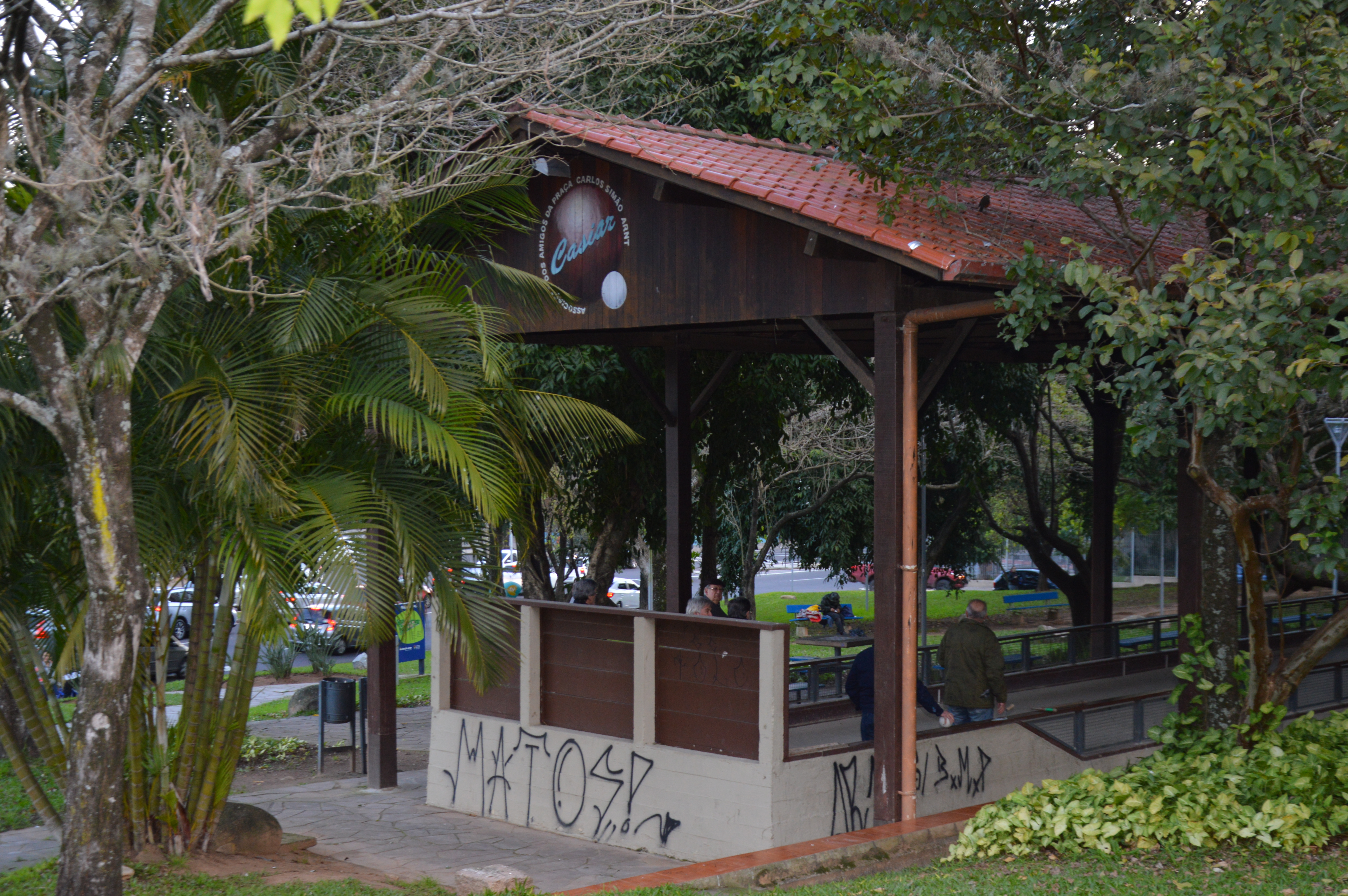
Cancha de bocha.